# Исмаил Хан
Исмаил Хан (на дари اسماعیل‌خان) е афганистански полеви командир, по време на войната в Афганистан 1979 – 1989, срещу СССР и правителството на Мохамед Наджибула.

## Биография
Роден е през 1946 г. в провинция Фарах. Завършва военно училище. През 1979 г. е капитан, командир на батальон от 17-а дивизия, предизвиква антиправителствен метеж в Херат. Емигрира в Пакистан.
След края на войната от 1992 до 1995 г. е губернатор на провинция Херат.
След идването на власт на талибаните емигрира в Иран. Министър на водите и енергетиката от 2004 до 2013 г.